# Sucha (powiat lubański)
Sucha (nazwa oboczna: Czocha) – osada w Polsce, położona w województwie dolnośląskim, w powiecie lubańskim, w gminie Leśna.
W miejscowości znajduje się Zamek Czocha.
W latach 1975–1998 miejscowość administracyjnie należała do województwa jeleniogórskiego.